# Ернст Фрідріх Цвірнер
Ернст Фрідріх Цвірнер (нім. Ernst Friedrich Zwirner, 28 лютого 1802, Якобсвальде, Сілезія, Польща — 22 вересня 1861, Кельн, Німеччина) — німецький архітектор.
Ернст Фрідріх здобув освіту в Бреславльскому будівельному училищі і в Берлінській архітектурний академії. Попри те, що в академії головним його наставником був прихильник класицизму Шинкель, Цвірнер обрав готичний стиль і, ґрунтовно вивчивши його за збереженими пам'ятками, своєю подальшою діяльністю сприяв його відродженню в Німеччині. Головна праця життя цього архітектора — зведення Кельнського собору, над яким він працював з 1833 року до самої своєї смерті і, значно просунувши проект вперед, залишив у спадок своєму помічникові, Фойгтелю. Інші важливі споруди у творчому спадку Цвірнера — церква св. Аполлінарія в Ремагені, замок князя Фюрстенберга в Гердрінгені, замок Мойланд поблизу Клеве, дві церкви — в Ельберфельді і в Мюльгейме (на Рейні), і синагога в Кельні.

## Галерея

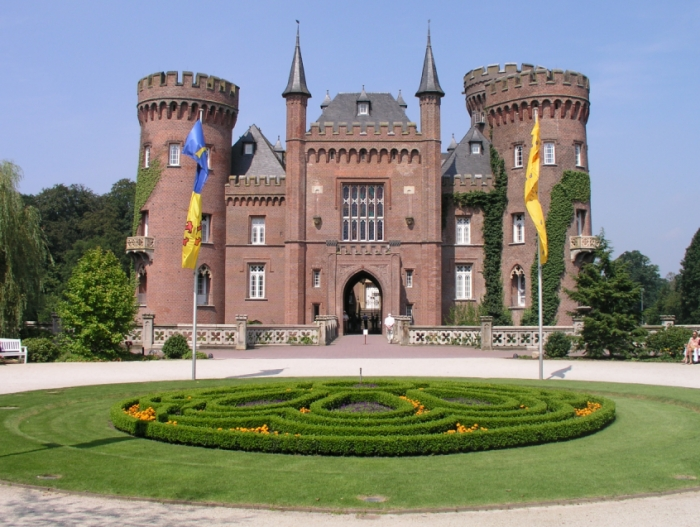
Замок Мойланд поблизу Клеве.
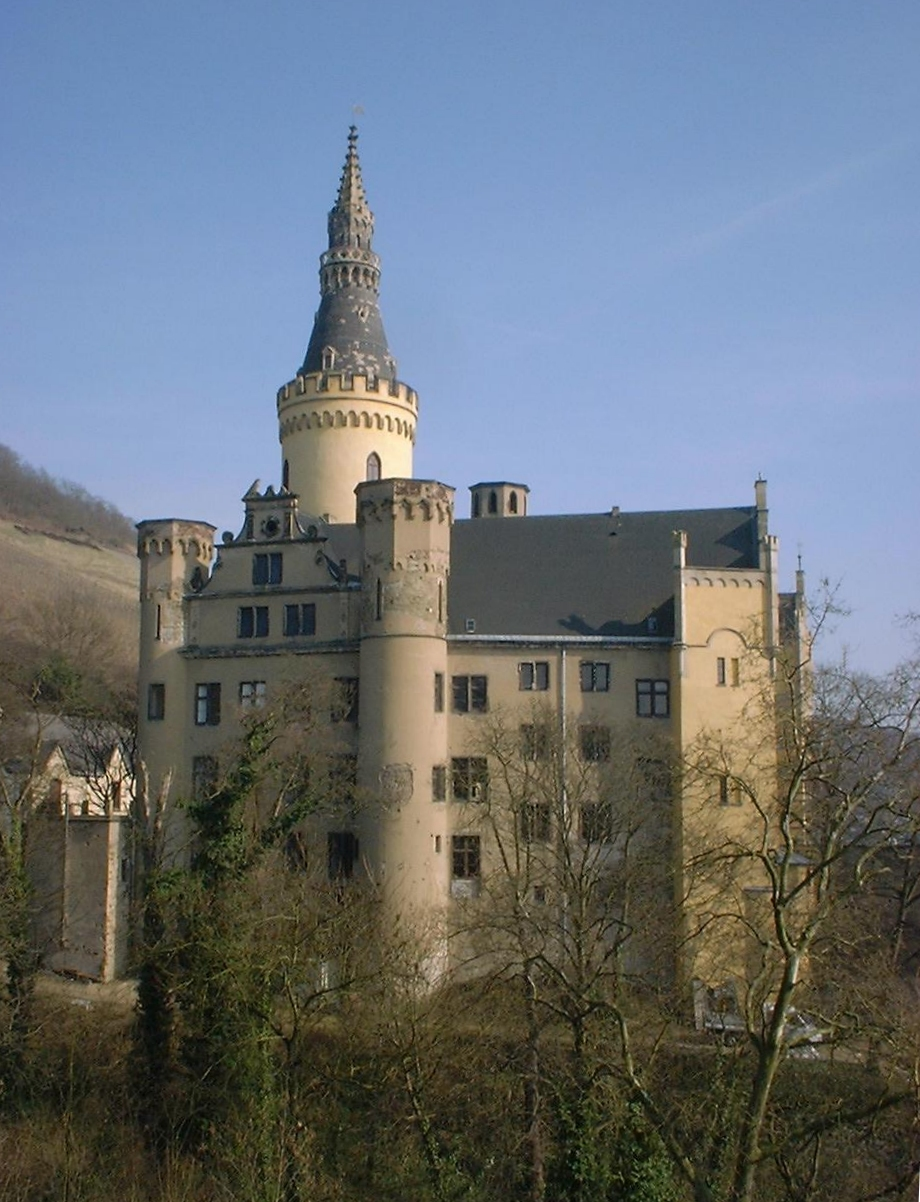
Замок Аренфельц, Рейнланд-Пфальц.
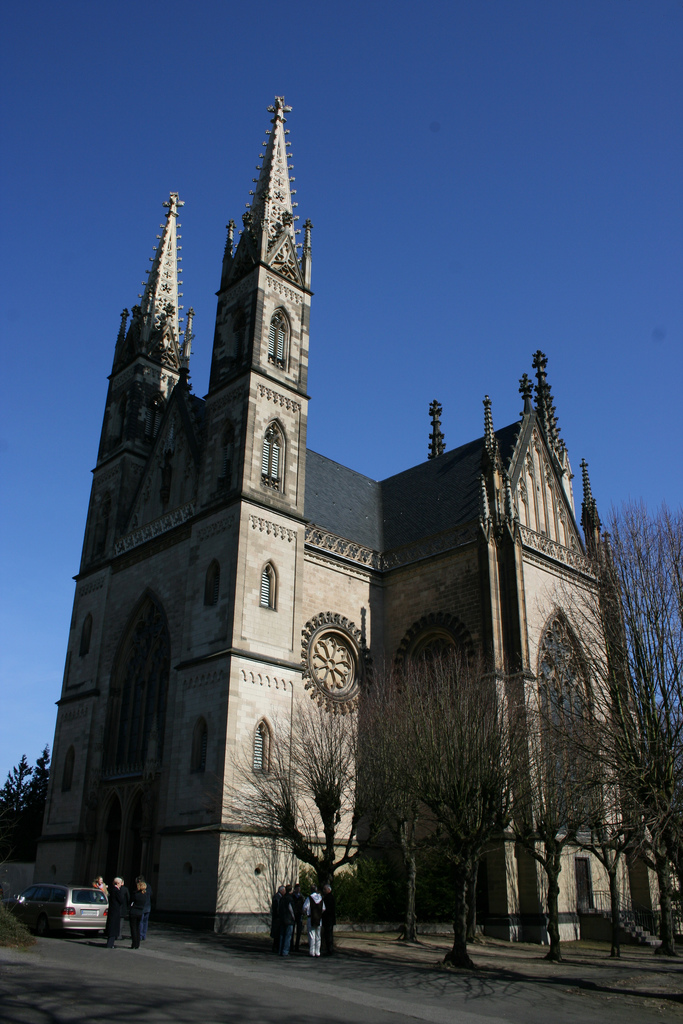
Церква св. Аполлінарія, Ремаген.
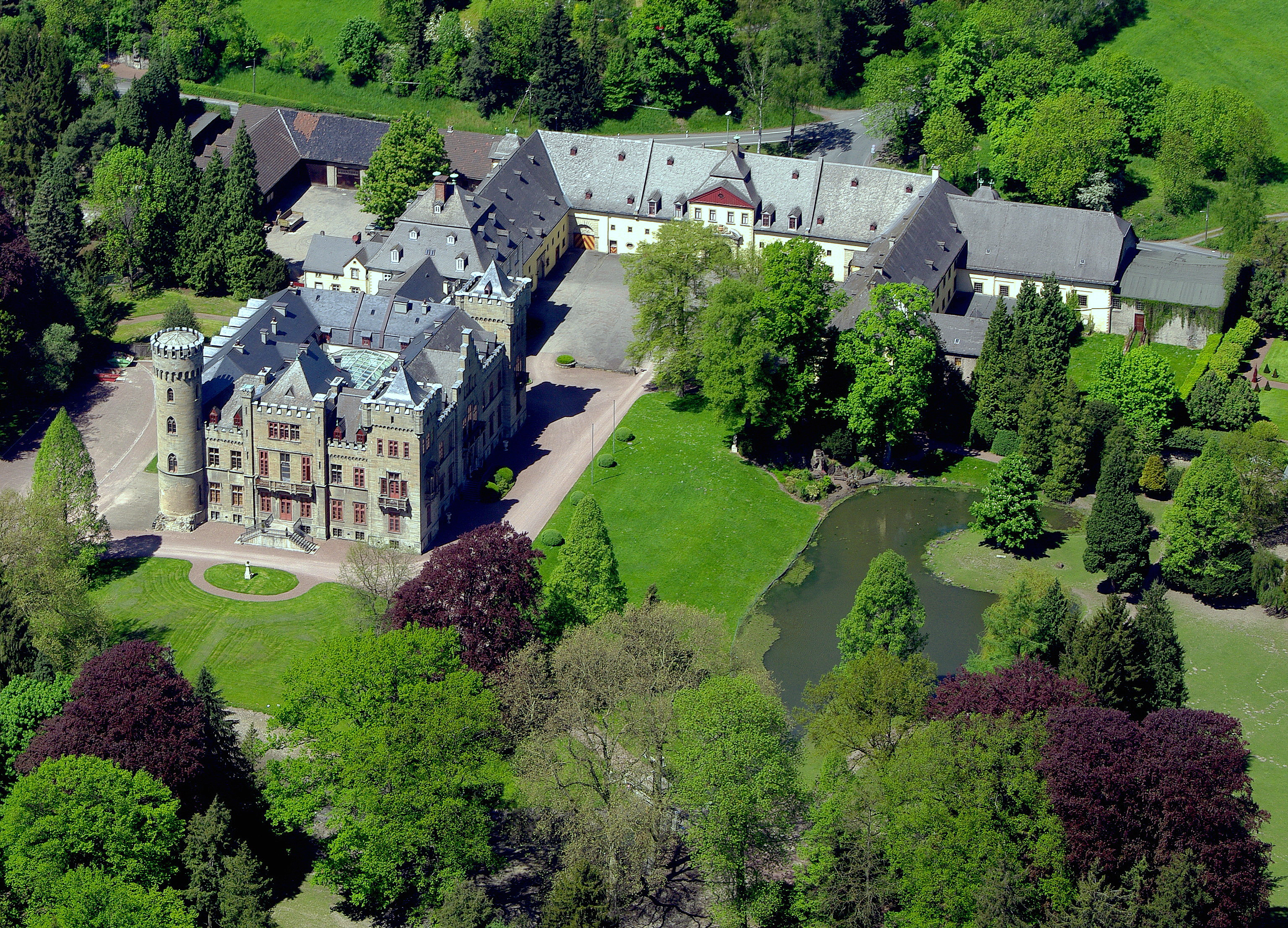
Замок князя Фюрстенберга в Гердрінгені (Арнсберг).